# قارمات
القارمات أو الحمكيات أو الفصيلة القارمية (الاسم العلمي: Sarcoptidae) هي فصيلة من القراديات تتبع رتبة الحمكيات من طائفة العنكبوتيات.

## أجناس
- الظهريرة
- القارمة